# Chromonephthea grandis
Chromonephthea grandis is een zachte koraalsoort uit de familie Nephtheidae. De koraalsoort komt uit het geslacht Chromonephthea. Chromonephthea grandis werd in 2005 voor het eerst wetenschappelijk beschreven door van Ofwegen. 